# Pedaria puncticollis
Pedaria puncticollis är en skalbaggsart som beskrevs av Waterhouse 1890. Pedaria puncticollis ingår i släktet Pedaria och familjen bladhorningar. Inga underarter finns listade i Catalogue of Life.